# Partido Comunista Libanés
El Partido Comunista Libanés (en árabe الـحـزب الشـيـوعـي اللبـنـانـي al-Ḥizb aš-Šuyūʿī al-Lubnānī; en francés Parti Communiste Libanais) es un partido político del Líbano, fundado el 24 de octubre de 1924 por Youssef Ibrahim Yazbeck y Fouad al-Shmeli en la ciudad de Al-Hadath, situada al sur de Beirut, con el nombre inicial de Partido Popular Libanés. En 1925, junto a la Liga Armenia Espartaquista, constituye una única organización comunista que actuaba en el Mandato Francés del Líbano y de Siria, denominada Partido Comunista Sirio-Libanés. Esta situación duró hasta el ocaso del mandato francés en 1944, momento en el que se separaron el actual Partido Comunista Libanés y el Partido Comunista Sirio.

## Historia

### Orígenes
Podemos ubicar el germen del Partido Comunista Libanés en la década de 1910, unos años en los que el Mutasarrifato de Monte Líbano pierde sus privilegios como demarcación administrativa autónoma del Imperio Otomano. Esta pérdida, junto con los efectos colaterales de la Primera Guerra Mundial, provocan una profunda crisis económica y social en Líbano exacerbada por la imposición del Mandato francés.
En tales condiciones, surge en Beirut y en el valle de la Becá un grupo de intelectuales que comienza a divulgar y difundir una serie de ideas socialistas con propuestas programáticas como solución. El primer paso concreto hacia la formación de un movimiento comunista lo da Iskander al-Riashi en 1922, mediante la fundación de un periódico semanal llamado as-Sahafi et-Ta’ih, El Periodista Errante, con el objetivo de convertirse en el periódico “de los trabajadores y de los miserables”.
La publicación pronto encontraría una acogida favorable entre jornaleros y obreros, y las voces de otros intelectuales se sumaron a la iniciativa. Entre ellas destaca la de Yusuf Ibrahim Yazbek, que escribía desde Beirut sobre la explotación de los pobres por parte de las clases más pudientes, el principio de igualdad entre todas las personas y la necesidad de avanzar hacia la comunalización de las tierras. Con todo, en mayo de 1923 El Periodista Errante publicaba las primeras reivindicaciones de un sindicalismo cada vez más extendido: el establecimiento de una jornada laboral de ocho horas con descanso en la tarde del sábado y en domingo; participar en los resultados de la producción; y la instauración de un sistema de pensiones y de seguridad social.
Aunque los socialistas libaneses tenían las ideas claras y habían desarrollado un aparato de difusión efectivo, carecían de toda coordinación para la organización de sus actividades, un elemento necesario para la estructuración de dicho movimiento. Sin embargo, en noviembre de 1924 aterriza en Beirut un personaje clave para la formación del Partido Comunista Libanés, Joseph Berger, un representante del Partido Comunista en Palestina que había sido enviado para la creación de una rama del mismo en Líbano. Así, se reúne con Ibrahim Yazbek y Fouad al-Shmeli, por aquel entonces co-editories de El Periodista Errante, quienes se muestran reticentes a la creación de una rama del Partido Comunista en Palestina, más convencidos de la fundación de un Partido Comunista Libanés independiente.

Finalmente, en primavera de 1925 fundan una entidad separada del Partido Comunista de Palestina con el nombre Hizb al-Sha’b al-Lubnani, o sea, Partido del Pueblo Libanés (PPL), con la intención de no revelar a las autoridades su verdadera naturaleza. En este periodo, el PPL es un satélite de los comunistas en Palestina, el primer partido de esta naturaleza organizado en el mundo árabe, y cuyos integrantes eran mayoritariamente judíos. Además de mantener esta suerte de independencia formal, el PPL se adhería a los principios materialistas de la Unión de Repúblicas Socialistas Soviéticas (URSS), y lo expresaba de la siguiente manera: 
“Hemos fundado un partido bajo el nombre de Partido del Pueblo Libanés con el ánimo de ayudar, con todos los medios posibles, al desarrollo de la industria, la agricultura y el comercio en Líbano, así como para difundir el espíritu de fraternidad en la nación libanesa, para frenar al clero de utilizar su influencia a expensas del bien público, para apoyar a las escuelas nacionales y unificar el programa de educación secular, para reunir a trabajadores y jornaleros en organizaciones sindicales para defender sus intereses comunes, para emplear toda nuestra influencia para asegurar que el capital y la herencia son debidamente gravadas, para asegurarnos que los activos del Waqf son percibidos como activos nacionales bajo el control del gobierno, y para promover la emancipación de la mujer”. 
Con todo, un hecho que caracteriza los orígenes del Partido Comunista Libanés es que su creación es originariamente intelectual. De hecho, no estuvo liderada por un grupo de trabajadores sindicados de facto que confluirían en la constitución de un partido, sino que su existencia precede al propio sindicalismo y la organización obrera. Es, por lo tanto, mediante la difusión de las ideas socialistas entre los trabajadores y la formación del Partido del Pueblo Libanés que se comienzan a formar los primeros sindicatos. De hecho, tras la constitución del PPL se fundan, al menos, dos sindicatos: el de los carpinteros y el de los barberos.

### Del Partido Comunista de Siria y Líbano al Partido Comunista Libanés
En diciembre de 1925, el Partido del Pueblo Libanés se convierte en el Partido Comunista en Siria y Líbano (PCSL) mediante la confluencia del primero con la Liga Armenia Espartaquista, estableciendo su sede en Beirut con Yazbek como secretario general del partido. A este respecto, al-Shmeli declaró que el objetivo del partido había sido la promoción de una transformación económica radical en Siria y Líbano, así como su unidad, bajo los dictados del comunismo de la URSS. Concretamente:
“Basado en la Tercera Internacional, el partido tiene como fin, tan pronto como sea posible, a la mínima oportunidad, la entrega del poder de gobernar al proletariado y al campesinado. Este es el fundamento de nuestros principios. No somos sino la voz de la clase obrera oprimida” .
A raíz de la represión francesa sobre quienes protagonizaran y simpatizaran con la revolución drusa en Siria, Yazbek fue exiliado entre 1926 y 1928, siendo mientras tanto expulsado del PCSL y reemplazado en la secretaría del mismo por Fouad al-Shmeli. Bajo su liderazgo, trató de reorganizar y expandir la actividad del partido. Sin embargo, éste fue derrotado en 1932 por una figura más carismática, la de damasceno Khalid Bakdash, de ascendencia kurda y formado en Moscú durante los primeros años de 1930. En efecto, será bajo la dirección de Bakdash que llega a consolidarse el partido y comienza el efectivo acercamiento ideológico a las tesis soviéticas, a lo que contribuye sobremanera la traducción al árabe de literatura comunista y su divulgación la revista “At-Tali’a”, El Frente [2]. Asimismo, Bakdash se dedicó al desarrollo del ideario comunista árabe, aplicando al mundo árabe las teorías estalinistas sobre el surgimiento del sentimiento nacionalista. Tras negar la existencia de una nación árabe como tal -debe repararse que en las décadas de 1930 y 1940 comienzan a fraguarse los movimientos nacionalistas en el mundo árabe-, Bakdashi concluyó que, habida cuenta de que cada país árabe tenía sus “características nacionales” propias, cada uno de estos desarrollaría su propio nacionalismo.
“La configuración geográfica que separa Siria de Argelia, o Irak o Egipto continuará acrecentando esta brecha. Ésta ha interferido en la evolución cultural, económica, mental y psicológica de ambos países”. 
Con todo, el PCSL se ganó la simpatía francesa durante el gobierno del Frente Popular, pasando de gravitar alrededor del Partido Comunista de Palestina a hacerlo en la órbita de París, donde había encontrado nuevas fuentes de financiación. Pero esta situación no se mantuvo durante mucho tiempo, ya que con la entrada de Francia en la Segunda Guerra Mundial, el Partido Comunista en Francia fue proscrito y el PCSL dejó de ser públicamente tolerado, por lo que volvió a operar en la sombra, o al menos trató de pasar desapercibido. 
En los primeros años de la década de 1940, la actividad del PCSL giraba alrededor de dos ejes: la solidaridad nacional y la aplicación de moderadas reformas de democratización, negando toda iniciativa encaminada a la nacionalización de las tierras o de la constitución de un sistema socialista.
Estos planteamientos no revolucionarios fueron recogidos en la “carta nacional” que siguió al primer Congreso Nacional del Partido Comunista en Siria y Líbano celebrado en Beirut entre el 31 de diciembre de 1943 y el 2 de enero de 1944, donde se reunieron aproximadamente 180 delegados del partido que dieron a luz a unos estatutos para la organización. Estos estatutos destacaban el carácter nacional del partido, circunscrito a Líbano y Siria. Una de las decisiones más determinantes tomadas en el Congreso para el futuro del partido fue la de constituir un partido para cada unidad territorial manteniendo un liderazgo conjunto y un Comité Central, fundando así de manera simultánea el Partido Comunista Sirio y el Partido Comunista Libanés (PCL). Sin embargo, esta idea de “un liderazgo, dos partidos” cambió de forma, dando lugar a dos comités centrales, uno para cada partido, que seguirían una línea de “cooperación organizativa y política de intereses comunes”.
Debido a divisiones internas en el seno del partido, así como a la represión ejercida por el gobierno, el PCL se encontraba algo debilitado allá por 1948, momento en que sus camaradas sirios también estaban siendo perseguidos. En esta situación, el PCL decidió limitar sus actividades revolucionarias y comenzó a difundir su ideología a través de medios más pacíficos, abogando por una reforma constitucional de corte democrático y social. En este sentido, la “independencia o liberación nacional se fijó como el objetivo principal, con el socialismo una vez más descartado al considerarlo no factible en un país que sufría de atraso agrícola e industrial, y de dominación imperialista”.

### Desarrollo moderno
El comunismo libanés se arraigó en el sur del país, históricamente pobre y en su mayoría chiita. A partir de la década de 1930, la lucha contra las repetidas invasiones de la Haganá, una organización paramilitar sionista, articuló el combate de los comunistas libaneses, en una región ya pauperizada por 400 años de dominación otomana. Tras la independencia del Líbano el PCL pasa a ser una fuerza minoritaria y sin representación parlamentaria, actuando preferentemente en la clandestinidad. En 1958 participa en la rebelión popular contra el gobierno de Camille Chamoun, dirigida por el movimiento nasserista Al-Mourabitoun. Tras la guerra civil de 1958, ya en plena guerra fría, el entonces secretario del Partido Comunista Libanés, Nikola Shawi, declaraba:
La cuestión para nosotros en Líbano no es la de instaurar un orden socialista o comunista. Todo a lo que aspiramos es la liberación de Líbano de cualquier traza de influencia extranjera, así como del establecimiento de un sistema burgués doméstico parlamentario en el que las libertades públicas estén garantizadas para todos.
Para ello, el imperialismo occidental y, en particular, el americano, debía ser enfrentado y derrotado. Una vez se cumpliera esto, el PCL creía que se habrían liberado de cualquier cooperación con Occidente y podrían virar hacia el bloque soviético. 
En 1969 la dirección del PCL decide crear una milicia propia, la Guardia Popular, continuando la línea de lucha armada seguida por el PCL desde la guerra de 1958.
En 1975, tras el estallido de la guerra civil libanesa, el PCL participa en el Movimiento Nacional Libanés junto a otras fuerzas de izquierdas, como el Partido Socialista Progresista (druso), el Partido Árabe Socialista Baaz (nacionalista árabe), el Partido Social Nacionalista Sirio (nacionalista sirio) y el Movimiento Amal (chiita). En 1982 Israel interviene en el conflicto libanés y el PCL participa en la resistencia, integrándose en el Frente Nacional de Resistencia Libanés (Jammoul), en alianza con la Organización para la Liberación de Palestina (OLP) y las facciones apoyadas por Siria.
Desde el final de la guerra el PCL ha participado en los comicios, sin llegar a lograr representación en el Parlamento del Líbano aunque sí en el ámbito local.  En 2004 sufrió la escisión de su ala derecha, que constituyó el Movimiento de la Izquierda Democrática, de ideología socialdemócrata y anti-siria. A la escisión se sumó el antiguo secretario general del PCL, George Hawi, asesinado en 2005. A pesar de tener representación parlamentaria, el PCL participa en la Alianza del 8 de Marzo, apoyando al Partido Social Nacionalista Sirio. Durante la guerra civil siria el PCL ha apoyado al Gobierno, participando en el conflicto al lado de Hezbolá y otros grupos "pro-sirios", junto a los que ya combatió en la guerra contra Israel de 2006.

## Cronología del Congreso Nacional del Partido Comunista Libanés
Desde 1943 hasta la actualidad, el PCL ha celebrado once Congresos Nacionales, un evento en el que militantes del partido se encuentran durante varias jornadas para plantear, discutir y definir la postura del mismo ante distintas coyunturas, así como para concretar dichas posturas en un programa de actividades. Entre otras cosas, destaca sobremanera la irregularidad de las celebraciones de estos Congresos.

### I Congreso Nacional
Celebrado a finales de diciembre de 1943, en un contexto doméstico e internacional muy volátil, el PCSL decide escindirse y crear dos partidos, uno para cada Estado. Por aquel entonces, las mayores fuerzas de fragmentación las constituían “el movimiento sionista en Palestina, que tenía fuertes lazos con el colonialismo internacional; los poderes mandatarios de Oriente Medio, Francia y Gran Bretaña, que se manifestaba a través del colonialismo de la región; y una burguesía insignificante que hacía de nexo entre las economías políticas domésticas y el comercio internacional”.

### II Congreso Nacional
Celebrado en juluo de 1968, justo tras la derrota árabe en la guerra de 1967.  El partido observaba de cerca el asunto de Palestina y la conspiración sionista, pero no supo apreciar las consecuencias particulares que de esta cuestión se estaban desencadenando en el ámbito político doméstico, fruto de su incapacidad de comprender objetivamente la situación y de considerarla sólo relativa a la burguesía, “como si los trabajadores, jornaleros y las masas no tuvieran un sentimiento nacional”.

### III Congreso Nacional
Celebrado en enero de 1972. El PCL trata de convertirse en un actor político relevante en la región tras la derrota de 1967. Para ello, buscaron establecer y reforzar lazos de cooperación entre partidos nacionalistas y progresistas en Líbano y la región del Cham. Por otro lado, se desprendía de uno los puntos de la declaración resultante del Congreso, que la “Unidad de las fuerzas patrióticas y progresistas se basa en una postura común respecto del problema principal de la región, a saber, la contradicción entre el movimiento árabe de liberación nacional, por un lado, y el imperialismo, el sionismo y la reacción árabe -encarnada por Arabia Saudí-, por otro”.

### IV Congreso Nacional
Celebrado en julio de 1979, en el contexto de la guerra civil libanesa (1975 – 1990), uno de los episodios más oscuros de la historia moderna del país. Se discutieron asuntos como la unidad nacional, la independencia, el arabismo y la democracia, que consideraban las causas primarias que habían llevado al estallido de la contienda.
El informe general que siguió al IV Congreso contenía seis secciones: Primera sección. Examen de la coyuntura internacional, centrándose en los éxitos de los Estados socialistas, la crisis general del capitalismo y los movimientos de liberación nacional. Segunda sección. Examen de la guerra civil libanesa. Tercera sección. Continuación del examen anterior, identificando en los cuatro primeros años de contienda una confabulación sionista e imperialista. Cuarta sección. Examen de los Acuerdos de Camp David y discusión de sus implicaciones para Líbano, así como los medios para la normalización de fuerzas en el frente árabe. Quinta sección. Examen del rol del partido en la contienda civil. Sexta sección. Examen de asuntos organizativos e intendencia.

### V Congreso Nacional
Celebrado en febrero de 1987. Se estima que la contienda civil acabó con la vida de unos mil miembros del partido entre los congresos de 1979 y 1987, incluyendo la de 275 delegados. Con todo, 350 delegados pudieron asistir al V Congreso, celebrado en las montañas de Shouf. El Congreso partió de un profundo análisis de las distintas dimensiones concernientes a los conflictos civil y regional, para posteriormente tomar una serie de decisiones relativas al futuro del partido y de la línea política a seguir.

### VI Congreso Nacional
Celebrado en enero de 1992. Aunque ya había finalizado la guerra civil, fue celebrado en un contexto político turbulento, marcado por el colapso de la URSS y la fragmentación política de la región que siguió a la guerra del golfo y la difusión del fundamentalismo islámico. A nivel nacional, el Congreso se celebraba en una situación compleja, en que los Acuerdos de Taif de 1989 habían llevado a una nueva configuración política del país que llegará hasta la actualidad. Así, el Congreso se centró en evitar el partido del colapso en este nuevo escenario político nacional y regional, así como en la definición de una línea de actuación regenerada, que se desembarazaba de aquella marcada por la ortodoxia soviética.

### VII Congreso Nacional
Celebrado en 1993.

## El PCL ante la cuestión palestina
Al respecto de la cuestión palestina, se aprecia una evolución de la postura del PCL. Desde su fundación, el partido se había mostrado totalmente contrario a la partición de Palestina en dos Estados, argumentando que “el sionismo era un movimiento imperialista reaccionario, que la partición era una confabulación imperialista contra los árabes, que árabes y judíos podían y debían convivir pacíficamente, y lo más importante, que los judíos no constituían una nación”. Sin embargo, la emisión de la Resolución 180 (II) de la Asamblea General de Naciones Unidas, por la que se establece la efectiva división del territorio palestino dos Estados, uno árabe y otro judío, contó con el voto favorable de la Unión Soviética, que asimismo reconoció casi de manera inmediata al Estado de Israel.
El movimiento soviético hizo asimismo mover ficha a los comunistas árabes, que terminaron siguiendo la estela de sus camaradas moscovitas y reformularon su postura. Ahora interpretaban que los “judíos en Palestina constituían una nación en evolución, y que por lo tanto tenían derecho a existir en el país”, toda vez que la guerra arabo israelí era considerada producto del imperialismo británico y americano y el sionismo reaccionario. En este sentido, el PCL consideraba por entonces que el peligro imperialista era mucho más peligroso que el sionismo en sí, y llamaba al entendimiento mutuo de las masas árabes y judías.

El PCL mantendría esta postura hasta los años 1955-1956, cuando, en el XX Congreso del Partido Comunista de la Unión Soviética en Moscú, se lleva a cabo una reinterpretación de la historia, entendiendo que “según el socialismo científico, los judíos no poseían los elementos necesarios para una distinción nacional y que, por lo tanto, la propia existencia de Israel debía ser reconsiderada”. A renglón seguido, los partidos comunistas de Siria y Líbano emitieron un comunicado conjunto en el que declaraban:
La idea de fundar un “hogar nacional” judío en Palestina, que después derivó en el Estado de Israel, fue desde el principio una idea injusta, agresiva e imperialista que tramaba un complot contra un pueblo pacífico e inocente… Israel se ha revelado como una base para el imperialismo en el corazón del Oriente árabe.